# Nirmal Basti
Nirmal Basti – gaun wikas samiti w środkowej części Nepalu w strefie Narajani w dystrykcie Parsa. Według nepalskiego spisu powszechnego z 2001 roku liczył on 1856 gospodarstw domowych i 9824 mieszkańców (4958 kobiet i 4866 mężczyzn).